# 국제농공학위원회
국제농공학위원회(國際農工學委員會, International Commission of Agricultural and Biosystems Engineering)는 1930년에 벨기에의 리에주(Liège)에서 설립된 농공학의 국제학술단체로서 토지와 물, 시설 및 환경, 생산기계, 전력 및 에너지, 농업관리, 농산가공의 6개 분야에서 과학기술의 향상과 국제교류를 도모한다. 2002년 현재 45개국 그리고 6개 지역학회를 회원으로 두고 있으며, 본부는 벨기에 브뤼셀에 있고, 대한민국은 농업기계학회가 회원으로 가입하고 있다.

## 같이 보기
- 농공학
- 공학
- 식품공학